# پرندگان (فیلم)
پرندگان (به انگلیسی: The Birds) فیلمی در ژانر ترسناک و دلهره‌آور،محصول ۱۹۶۳ در ایالات متحده آمریکا است که توسط کارگردان بریتانیایی آلفرد هیچکاک بر اساس رمان پرندگان (داستان) اثر دافنه دوموریه ساخته شده است. موضوع اصلی فیلم حملات ناگهانی و وحشیانه تعداد وسیعی از پرندگان به دلایل نامشخصی به خلیج بودگابی واقع در کالیفرنیا است.

## خلاصه داستان
ملانی دانیلز (تیپی هدرن) دختری ماجراجو و ثروتمندی است که با وکیل جوانی به نام میچ برنر (راد تیلور) مقیم خلیج بودگا آشنا می‌شود. سپس به بهانه اینکه دو مرغ عشق برای جشن تولد خواهر کوچکش هدیه ببرد رهسپار خلیج بودگا می‌شود. در آنجا ملانی مورد حمله یک پرنده قرار می‌گیرد و آسیب دیده مجبور می‌شود شب را در خانه «انی هیورث» (سوزان پلشت) آموزگاری محلی که دلباخته میچ است سر کند. از روز بعد حمله پرندگان به شهر جدی می‌شود…

## گناه و شر
گناه و شر یکی از مسائلی است که همواره ذهن هیچکاک را به خود مشغول داشته است. در این فیلم نیز این موتیف را می بینیم.
پرنده، در اولین بار، به پیشانی ملانی می‌خورد. انگار تجسم هجوم افکار است که ملانی را زخمی می‌کند و تجسم مادی‌اش همین پرنده می‌شود؛ یا هجوم گناه است. انگار ملانی آمده است این شهر بی‌گناه را گناهکار کند و شهری می‌خواهد بیاید که دیگر امن نیست.